# Placówka Straży Granicznej w Górowie Iławeckim
Placówka Straży Granicznej w Górowie Iławeckim – graniczna jednostka organizacyjna polskiej straży granicznej realizująca zadania w ochronie granicy państwowej.

## Formowanie i zmiany organizacyjne
24 sierpnia 2005 roku funkcjonującą dotychczas strażnicę SG w Górowie Iławeckim przemianowano na placówkę Straży Granicznej. W 2006 roku przygotowano dokumentację techniczną pod budowę nowego obiektu PSG w Górowie lławeckim przy ul. Lipowej. Prace budowlane ruszyły w 2010 roku i były finansowane ze środków Norweskiego Mechanizmu Finansowego, częściowo z rezerwy celowej budżetu państwa i Programu Modernizacji Policji, Straży Granicznej, Państwowej Straży Pożarnej i Biura ochrony Rządu.

## Terytorialny zasięg działania
Od znaku granicznego nr 2357 do znaku granicznego nr 2307 . 
Linia rozgraniczenia:
1. z placówką Straży Granicznej w Bezledach: wył. znak graniczny nr 2307, droga do m. Warszkajty (wył.), dalej droga do skrzyżowania dróg Warszkajty  – Gałajny – Nowa Wieś Iławecka (wył.), dalej  droga  leśna do rzeki Elma (wył.),  następnie wschodnim brzegiem Elmy do granicy gmin Górowo Iławeckie oraz Lidzbark Warmiński[4] .
2. z placówką Straży Granicznej w Grzechotkach: wł. znak graniczny nr 2357, dalej granica gmin Lelkowo i Pieniężno oraz Górowo Iławeckie[4] .

Poza strefą nadgraniczną obejmuje: z powiatu lidzbarskiego gmina Lidzbark Warminski (g.m-w) .

## Komendanci placówki
- por. SG Wojciech Szewczyk (10.08.2005-12.06.2009)
- mjr SG Sławomir Kaczyński (13.08.2009-?)[5]
- kpt. SG Mariusz Tumicz (16.05.2020 - 30.09.2023)
- kpt. SG Tomasz Mauch (01.10.2023 - ?)